# Orion (Schiff, 1934)
HMS Orion war ein britischer Leichter Kreuzer der Leander-Klasse im Zweiten Weltkrieg.
Der Orion wurden 13 Battle Honours verliehen, nur die Warspite wurde häufiger geehrt, nahm aber auch an beiden Weltkriegen teil und wurde erstmals für die Teilnahme an der Skagerrakschlacht („Jutland“ 1916) ausgezeichnet. Die Orion wurde für die Einsätze „Atlantic“ 1939, „Calabria“ 1940, „Mediterranean“ 1940–44, „Matapan“ 1941, „Greece“ 1941, „Crete“ 1941, „Malta Convoys“ 1941, „Sicily“ 1943, „Salerno“ 1943, „Anzio“ 1944, „Aegean“ 1944, „Normandy“ 1944 und „South France“ 1944 ausgezeichnet. Neun weitere Battle Honours hatten schon die vorangegangenen Namensträger erworben, darunter auch „Jutland“ 1916 durch das Schlachtschiff Orion.

## Vor dem Krieg
Die Orion wurde auf der staatlichen Marinewerft in Devonport gebaut. Die Maschinen entstanden bei Vickers in Barrow-in-Furness. Die Kiellegung war am 26. September 1931, der Stapellauf fand am 24. November 1932 statt. Nach der Indienststellung am 18. Januar 1934 wurde sie in der Home Fleet eingesetzt. 1937 wurde sie zum Dienst in Amerika und Westindien zum 8. Kreuzergeschwader abkommandiert. Die Orion ersetzte die Dragon, die vom März 1930 bis zum Juli 1937 in der „8th Cruiser Squadron“ eingesetzt wurde. Auf der Station waren sechs der acht Kreuzer der Danae-Klasse zeitweise eingesetzt.
Erster moderner Leichter Kreuzer auf der „North America and Westindies Station“ war seit Januar 1936 die Apollo, die aber nach einer Werftliegezeit im Herbst 1938 an Australien abgegeben und dort in Hobart umbenannt wurde. Flaggschiff des Verbandes war seit einigen Jahren der Schwere Kreuzer York. Im Januar 1939 stieß nach einer Modernisierung in der Heimat mit der Berwick ein weiterer Schwerer Kreuzer zum Geschwader und wurde neues Flaggschiff. Im September 1939 in „West Indies Command“ umbenannt, verfügte das Kommando neben den drei Kreuzern über zwei Sloops mit der Dundee der Shoreham-klasse und der ähnlichen Penzance der Hastings-Klasse. Im Stationsbereich befand sich auch noch der gerade von der Royal Australian Navy erworbene Kreuzer Perth ex Amphion der moderneren 2. Gruppe der Leander-Klasse, auf seiner Überführungs- und Ausbildungsfahrt nach Australien. Der Kreuzer erhielt die Erlaubnis, vorerst die britischen Kräfte in der Karibik zu unterstützen.

## Zweiter Weltkrieg
Bei Kriegsbeginn befanden sich die beiden Schweren Kreuzer (Berwick und York) in Kanada, die beiden Leichten Kreuzer (Orion und Perth) in der Karibik und die Sloops in Nassau (Bahamas). Die Penzance verlegte nach Curaçao, einem Schwerpunkt der deutschen Schifffahrt. Die Einheiten des Geschwaders versuchten, deutsche Handelsschiffe an der Rückkehr in ihre Heimat zu hindern. Der im September aus Tampico (Mexiko) ausgelaufene deutsche Tanker Emmy Friedrich ex Borderer (4372 BRT, Bj. 1904, 1930 Umbau zum Tankschiff in Deutschland) wurde in der Yucatánstraße durch die Orion und den kanadischen Zerstörer Saguenay gemeldet und versenkte sich selbst vor dem herbeigerufenen britischen Kreuzer Caradoc.
Am 14. Dezember liefen der Passagierdampfer Columbus (32.581 BRT) des NDL und der Frachter Arauca (4354 BRT) zum Durchbruch in die Heimat von Veracruz (Mexiko) aus. Der australische Kreuzer Perth, der den Yucatankanal bewachte und dabei vom amerikanischen Kreuzer Vincennes und den US-Zerstörern Evans und Twiggs unterstützt wurde, konnte nicht rechtzeitig herankommen. Im Golf von Mexiko, der Floridastraße und bis auf die Höhe von Cape Hatteras wurde die Columbus ständig von zwei US-Zerstörern begleitet, die regelmäßig ausgetauscht wurden, und schließlich von dem Kreuzer Tuscaloosa abgelöst wurden. Die US-Schiffe meldeten in regelmäßigen Abständen offen ihre Positionen. Am 19. konnte der britische Zerstörer Hyperion aufschließen, worauf sich die Columbus selbst versenkte. Die Arauca, verfolgt von den Zerstörern Benham und Truxton, wurde am gleichen Tage auf der Höhe von Miami von drei US-Navy-Flugzeugen erfasst, die den britischen Kreuzer Orion heranführen. Noch in US-Hoheitsgewässern konnte sich die Arauca einem Aufbringungsversuch entziehen und Port Everglades anlaufen.
Im Februar 1940 überführte die Orion die Asche von John Buchan, dem verstorbenen Generalgouverneur von Kanada, zurück nach Großbritannien. Die Überfahrt von Halifax nach Devonport sicherte gleichzeitig die als Truppentransporter eingesetzte Duchess of Bedford. Am 14. März verließ der Kreuzer Devonport um zum Geschwader in Westindien zurückzukehren. Schon am 1. April verließ die Orion wieder Bermuda, um in der Mediterranean Fleet Flaggschiff des Befehlshabers der Zerstörer zu werden. Der Kreuzer wurde der „7th Cruiser Squadron“ in Alexandria zugeteilt, wo schon das Schwesterschiff Neptune, die australische Halbschwester Sydney sowie die moderneren Kreuzer Liverpool und Gloucester der Town-Klasse Dienst taten und der Kriegsbeitritt Italiens an der Seite des Deutschen Reichs täglich erwartet wurde.

### Einsatz im Mittelmeer
Als Italien am 10. Juni 1940 in den Krieg eintrat, war die Orion das Flaggschiff von Vizeadmiral Tovey, dem Befehlshaber der „Light Forces“ und stellvertretenden Befehlshaber der Mediterranean Fleet. Am 11. erfolgte der erste Vorstoß der Flotte aus Alexandria mit fast allen einsatzbereiten Kräften gegen den italienischen Libyen-Verkehr südlich an Kreta vorbei nach Bengasi und Tobruk. An den kleineren Vorstößen gegen bestimmte Küstenorte nahm der Kreuzer als Flaggschiff des stellvertretenden Oberbefehlshaber nicht teil. Am 12. Juni konnte das italienische U-Boot Bagnolini den britischen Kreuzer Calypso südlich von Kreta versenken.
Am 20./21. Juni 1940 war die Orion als Flaggschiff Toveys an der letzten gemeinsamen britisch-französischen Operation im Mittelmeer beteiligt. Neben den Kreuzern Neptune und Sydney sowie den Zerstörern Stuart, Decoy, Dainty und Hasty nahm auch das französische Schlachtschiff Lorraine an der Beschießung von Bardia teil, die in der Nacht zum 21. durchgeführt wurde, aber nur geringe Schäden verursachte. In der Operation MA.3 liefen zum Monatsende zwei britische Konvois von Alexandria nach Malta, gesichert durch Toveys 7. Kreuzer-Geschwader und seine fünf Kreuzern Orion, Neptune, Sydney, Liverpool und Gloucester. Gleichzeitig lief ein italienisches Nachschub-Unternehmen mit den Zerstörern Espero, Ostro und Zeffiro zwischen Tarent und Tobruk, das von der britischen Luftaufklärung erkannt wurde. Sie führte das 7. Kreuzer-Geschwader heran. Die Espero stellte sich dem britischen Verband, um die Flucht der beiden anderen Zerstörer zu decken und sank nach Treffern der Sydney. Der Munitionsverbrauch der britischen Kreuzer, die schon auf sehr großer Distanz das Feuer eröffnet hatten und lange keine Treffer erzielten, warf akute logistische Probleme auf, da nur noch 800 Schuss 15,2-cm-Munition vorhanden waren.
In der Seeschlacht bei Punta Stilo (Kalabrien) am 9. Juli führte Tovey auf der Orion seine fünf Kreuzer als Vorhut der Mittelmeerflotte unter Admiral Cunningham auf der Warspite, die in dem 105-minütigen Gefecht einen schweren Treffer auf dem italienischen Schlachtschiff Giulio Cesare erzielte. Admiral Campioni brach darauf das Gefecht ab. Um von einer Konvoi-Unternehmung in der Ägäis abzulenken, erschienen am 23. Juli der Kreuzer Orion und die australischen Zerstörer Vampire und Vendetta vor Kastelorizo. Dies wiederholten sie mit den Ocean Boarding Vessels Chakla und Fiona am 26. vor der Rückkehr des Konvois, um einen Landeversuch vorzutäuschen. Ab dem 29. August überführte die Royal Navy mit der Operation Hats die Force F mit dem Schlachtschiff Valiant, dem Flugzeugträger Illustrious und den Flakkreuzern Calcutta und Coventry von Gibraltar durch das Mittelmeer nach Alexandria. Während die Force H mit dem Schlachtkreuzer Renown, dem Träger Ark Royal, einem Kreuzer und zwölf Zerstörern den Überführungsverband bis zur Straße von Sizilien sicherte, wurde er südlich von Sizilien von der Mittelmeerflotte mit zwei Schlachtschiffen, dem Träger Eagle, fünf Kreuzern (darunter Orion) und 13 Zerstörern aufgenommen. Diese hatten gleichzeitig den Versorgungskonvoi MF.2 mit drei Frachtern für Malta sowie die Zerstörer Jervis, Juno, Dainty und Diamond, die künftig aus Malta eingesetzt werden sollten, gesichert. Die mit fünf Schlachtschiffen, 13 Kreuzern und 39 Zerstörern ausgelaufene italienische Flotte konnte die britischen Verbände infolge unzulänglicher Luftaufklärung nicht fassen und kehrte vorzeitig um. Angriffe italienischer Ju-87-Stukas auf wenige britische Einheiten misslangen; die aufgestellten U-Boote entdeckten die britischen Schiffe nicht. Die detachierten Orion und Sydney mit den Zerstörern Decoy und Ilex beschossen in der Nacht zum 4. September die Insel Scarpanto/Karpathos des Dodekanes. Ein Angriffsversuch der italienischen Schnellboote MAS 536 und MAS 537 in der Straße von Kaso wurde abgewehrt und MAS 537 von der Ilex versenkt.
Ab dem 28. September war die Orion erneut als Konvoisicherung (für MB5) zusammen mit Sydney und York, zwei Schlachtschiffen, dem Träger Illustrious und elf Zerstörern von Alexandria nach Malta im Einsatz; gesichert wurden die mit Truppen für Malta beladenen Kreuzer Liverpool und Gloucester. Der Verband wurde am 29. erfolglos von Bombern und Torpedoflugzeugen angegriffen. Als britische Aufklärer der Illustrious die italienische Flotte sichteten, waren nur neun Swordfish-Flugzeuge startklar, die wegen der feindlichen Luftüberlegenheit nicht zum Einsatz kamen. Dennoch dreht die italienische Flotte am 30. wegen fehlender Luftsicherung ab. Am 30. liefen die als Truppentransporter genutzten britischen Kreuzer allein weiter nach Malta und traten am 1. Oktober wieder zur Flotte. Am 2. Oktober wurden auf dem Rückmarsch Orion und Sydney erneut detachiert, die in der Nacht zum 3. Oktober Maltezana auf Stampalia/Astypalea beschossen. Die beiden Kreuzern erreichten am Abend den Einsatzhafen.
Während des nächsten Versorgungskonvoi MB.6 für Malta mit vier Transportern ab dem 8. Oktober gehörte Orion zum Hauptverband der verschiedene Operationen sichernden Mediterranean Fleet. In der Endphase der Operation griff der Träger Illustrious Leros an. Den rückmarschierenden Trägerverband mit zwei Kreuzern und vier Zerstörern griffen am Abend des 14. Oktober SM.79-Torpedobomber an und trafen die Liverpool im Vorschiff, die von Orion und Calcutta nach Alexandria einschleppt werden musste und bis Januar 1942 ausfiel. Vom 25. bis 28. Oktober erfolgte ein weiterer Vorstoß in die Ägäis zur Sicherung eines Konvois zwischen Alexandria und Griechenland. Dabei sicherten die beiden älteren Schlachtschiffe Malaya und Ramillies und der Träger Eagle den Vorstoß bis zur Kaso-Straße und Flugzeuge der Eagle griffen den Flugplatz von Maltezana auf Stampalia/Astypalea an. Die Kreuzer Orion und Sydney stießen mit den Zerstörern Jervis und Juno bis vor die Dardanellen zur Bekämpfung von Schiffen mit Konterbande vor.
Die Orion  war auch an der folgenden Flottenoperation MB.8 vom 4. bis 14. November beteiligt, bei der es zum Angriff auf Tarent kam. Der Kreuzer war Teil des eingesetzten Teils der Mittelmeerflotte. Nachdem die Konvois nach und von Malta die besonders gefährdeten Teilstrecken überwunden hatten, bildete die Flotte am 11. November verschiedene Angriffsverbände. Während die Flugzeuge der Illustrious den Angriff auf Tarent durchführten, stießen die Kreuzer Orion, Sydney und Ajax mit den Tribal-Zerstörern Nubian und Mohawk nach Norden bis in die Straße von Otranto vor. In der Nacht auf den 13. stellte das 7. Kreuzergeschwader unter Vizeadmiral Henry Pridham-Wippell dort einen von Valona nach Brindisi laufenden Konvoi mit den Dampfern Antonio Locatelli (5691 BRT), Capo Vado (4391 BRT), Catalani (2429 BRT), und Premuda (4427 BRT) die versenkt wurden. Deren Sicherungseinheiten, der Hilfskreuzer Ramb III und das schwer beschädigte alte Torpedoboot Nicola Fabrizi, entkamen. Die italienischen Torpedoboote Curtatone und Solferino bargen im Laufe des folgenden Tages insgesamt 140 Überlebende; 36 Männer, einschließlich der elf Gefallenen auf der Nicolo Fabrizi, verloren ihr Leben. Ab dem 14. November brachten Kreuzer britische Truppen nach Griechenland. Vom 15. bis 20. November überführten Orion, Ajax und Sydney 4000 Soldaten von Alexandria nach Piräus und kehrten ohne Zwischenfälle zurück.
Ab dem 25. November sicherte das 7. Kreuzergeschwader mit Orion, Ajax und Sydney als Teil der Mittelmeerflotte einen Konvoi von Alexandria zur Suda-Bucht auf Kreta. Als am 26. November der Träger Eagle mit acht Swordfish-Flugzeugen, gesichert durch die Kreuzer Berwick, Ajax, Orion, Sydney und einigen Zerstörern, einen Vorstoß gegen Tripolis durchführte, bombardierte die Illustrious gleichzeitig mit 15 Swordfish Port Laki auf Leros. Diese Angriffe sollten die italienische Flotte von der Force H ablenken, die Verstärkungen für das östliche Mittelmeer sicher nach Malta bringen sollte. Ihren Vormarsch hatten die Italiener frühzeitig erkannt und erwarteten ihn. So kam es am 27. November zur Seeschlacht bei Kap Teulada südlich von Sardinien. Letztlich gelang es den Briten, ihr Verstärkungen durchzusetzen. Bei der nächsten Konvoi-Operation zwischen Alexandria und Malta ab dem 16. Dezember wurden etliche Ablenkungsangriffe der Mittelmeerflotte durchgeführt. Vizeadmiral Pridham-Wippell stieß mit dem 7. Kreuzergeschwader (Orion, Ajax und Sydney sowie die Zerstörer Janus, Jervis und Juno) erneut in die Otranto-Straße vor, konnte aber den Erfolg vom Vormonat nicht wiederholen.
Am 6. Januar 1941 verließ der Konvoi Excess Gibraltar mit einem Frachter für Malta und drei weiteren für Piräus sowie dem Flakkreuzer Bonaventure und vier Zerstörern als Nahsicherung. Am 7. Januar gingen aus Alexandria auch zwei Transporter für Malta mit dem Flakkreuzer Calcutta, zwei Zerstörern und vier Korvetten in See; dazu transportierten die Leichten Kreuzern Gloucester und Southampton, begleitet von zwei Zerstörern, 500 Soldaten aus der Ägäis nach Malta. Zur Sicherung der Transporte waren im Westen die Force H unter Vizeadmiral Somerville und im Osten die Mediterranean Fleet mit fast allen Einheiten in See. Ebenfalls am 7. Januar marschierten die Kreuzer York und Orion mit vier Korvetten und dem Tanker Brambleleaf von Alexandria zur Suda-Bucht, von wo die beiden Leichten Kreuzern, verstärkt durch Ajax und Perth, als Force D unter Pridham-Wippell wieder als 2. Kampfverband der Mittelmeerflotte in See gingen. Am 8. Januar landeten Gloucester und Southampton die eingeschifften Soldaten auf Malta und gingen mit Westkurs wieder in See, um den ostgehenden Konvoi Excess aufzunehmen. Der australische Kreuzer Sydney lief mit dem Zerstörer Stuart aus Malta nach Osten aus. Am 9. Januar vereinigte sich die Force D mit der Sydney und dem Force A genannten Hauptteil der Flotte (zwei Schlachtschiffe, der Träger Illustrious sowie acht Zerstörer) 210 sm südöstlich von Malta. Bei schweren deutschen und italienischen Luftangriffen am 10. Januar auf die Force A gelang es Ju 87 der I./StG.l unter Hauptmann Paul-Werner Hozzel und II./StG.2 unter Major Walter Rudolf Enneccerus, auf dem Träger Illustrious sechs schwere sowie auf dem Schlachtschiff Warspite einen leichten Bombentreffer zu erzielen. Die Illustrious musste schwer beschädigt Malta anlaufen und wurde dort später bei Ju-87-Angriffen von einer weiteren Bombe getroffen.
Am 11. Januar wurde die aus Malta kommende Force B Ziel der Luftstreitkräfte der Achsenmächte; ein Treffer der Ju 87 der II./StG.2 auf der Gloucester war ein Blindgänger. Aber die Stukas beschädigten die Southampton so schwer, dass sie am Abend aufgegeben werden musste und von der zur Hilfe gekommenen Orion mit zwei Torpedos versenkt wurde. Am 12. Januar schlossen die Kreuzer Orion, Perth und Gloucester mit ihren Zerstörern westlich Kreta wieder zur Force A auf. Die Orion lief mit derBonaventure und dem Zerstörer Jaguar und den für Griechenland bestimmten Transportern die Suda-Bucht auf Kreta an. Sie trafen dort auf die aus Alexandria ausgelaufene „1st Battle Squadron“ mit dem Schlachtschiff Barham, dem Träger Eagle und dem Kreuzer Ajax sowie fünf weiteren Zerstörern. Der ursprüngliche Plan, mit diesem Verband und den Leichten Kreuzern einen Raid in den Dodekanes durchführen, wurde wegen schlechten Wetters aufgegeben. Zwischen dem 14. und 18. Januar kehren die verbliebenen Einheiten der Mittelmeerflotte nach Alexandria zurück. In Alexandria erhielt die Orion eine etwas behelfsmäßige Radaranlage aus Luftwaffenbeständen, um dann vom 19. bis 21. Februar weitere Truppen und Versorgungsgüter des Heeres zusammen mit Ajax und Gloucester nach Malta zu transportieren. Als Sicherung begleiteten die Zerstörer Nubian und Mohawk die Kreuzer. Nach Entladung lief der Kreuzer mit Ajax und den Zerstörern Havock und Hotspur sofort wieder zurück und sichern dabei die leeren Versorger Breconshire und Clan Macauly. Als Flaggschiff von Pridham-Wippell war die Orion dann mit Ajax, Gloucester und der australischen Perth sowie vier Zerstörern war der Kreuzer am 28. März an der Schlacht bei Kap Matapan beteiligt
Am 12. April war die Orion mit Ajax und Perth sowie sechs Zerstörern zur Unterstützung und zum Schutz des Abzugs der britischen 8. Armee aus dem Gebiet zwischen Tobruk und der ägyptischen Grenze eingesetzt. Ab dem 18. April gehörte die Orion als Flaggschiff Pridham-Wippells zur 2. Gruppe der Mediterranean Fleet um den Träger Formidable, zu der noch Perth und Ajax und acht Zerstörer gehörten. Teile der Mittelmeerflotte sicherte den erneuten Marsch der Breconshire (9776 BRT) nach Malta. Von dort kamen vier leere Frachter entgegen. Am 23. April waren dann die Teile der Mediterranean Fleet wieder in Alexandria. Nach dem Durchbruch deutscher Truppen durch die britische Sperrstellung bei den Thermopylen begann die Räumung Griechenlands durch die britische Armee und deren Evakuierung durch die Flotte. Unter Pridham-Wippell auf der Orion kamen sechs Leichte Kreuzer, 20 Zerstörer, fünf Sloops/Korvetten, die Landungsschiffe Glenearn und Glengyle, 19 Transporter und zahlreiche kleinere Fahrzeuge zum Einsatz, die in der „Operation Demon“ über 50.000 Mann nach Kreta bzw. Ägypten evakuierten. Durch das VIII. Fliegerkorps der Luftwaffe erlitten die Briten dabei hohe Verluste. Mit der „Operation Tiger“ folgten vom 5. bis 12. Mai mehrere britische Konvois in gegenläufiger Richtung zur Versorgung Maltas. Die Orion kam erneut mit Ajax und Perth im 7. Kreuzer-Geschwader in der Fernsicherung der Geleitzüge zum Einsatz. Den Briten gelang eine umfassende Versorgung Maltas und Frachter mit 238 Panzern (von 295) und 43 Hurricane-Jagdflugzeugen (von 53) an Bord erreichten Alexandria.

#### Ausfall nach Kampf um Kreta
Nachdem am 20. Mai 1941 die deutschen Fallschirmjäger auf Kreta gelandet waren, versuchte die Royal Navy während der Luftlandeschlacht um Kreta erwartete Verstärkungen über See zu unterbinden. Gegen Mitternacht griff die Force D unter Konteradmiral Irvine Glennie mit den Kreuzern Dido, Orion und Ajax sowie den Zerstörern Janus, Kimberley, Hasty und Hereward einen deutschen Geleitzug 18 sm nördlich von Chania an und zersprengte ihn. Es handelte sich um 1. deutsche Verstärkungsstaffel mit etwa 20 Fahrzeuge, gesichert durch das italienische T-Boot Lupo unter Fregattenkapitän Francesco Mimbelli. Dank des tapferen Einsatzes von Lupo gingen nur zehn Motorsegler verloren. Von den eingeschifften 2331 Soldaten fielen 297, der Rest konnte gerettet werden. Einige britische Schiffe sollen auf die im Wasser schwimmenden Überlebenden geschossen haben. Am folgenden Tag erzielte die deutsche Luftwaffe erhebliche Erfolge gegen die britischen Kriegsschiffe in Ägäis. Ihre Basis in Ägypten erwies sich als zu weit entfernt vom Kampfgeschehen. Nach der Entscheidung zur Räumung der Insel übernahm die Orion in der Nacht zum 29. Mai vor Heraklion etwa 1900 Soldaten. Am folgenden Tag wurde der Kreuzer auf dem Weg nach Alexandria aus der Luft laufend angegriffen und kam etwa 100 sm vor dem Ziel brennend zum Stillstand durch den Ausfall fast aller Systeme. Der Kreuzer hatte mehrere Treffer erhalten. An Bord waren etwa 100 Mann der Besatzung und 260 Heeressoldaten gestorben, weitere 280 der Evakuierten waren schwer verwundet. Der verbliebenen Besatzung gelang es, das Feuer zu löschen und den Kreuzer wieder in Fahrt zu bringen, so dass er, wieder 12 Knoten laufend, Alexandria mit eigener Kraft erreichte.
Nach einer Notreparatur lief die Orion über den Suezkanal und Aden nach Simonstown in Südafrika und im August weiter über den Panamakanal zur abschließenden Reparatur in den Mare Island Naval Shipyard nahe San Francisco in den (neutralen) Vereinigten Staaten.

### Erneuter Einsatz im Mittelmeer
Am 15. Februar 1942 waren die in den USA möglichen Reparaturarbeiten abgeschlossen und im März verlegte die Orion nach Großbritannien, wo die Restausrüstung mit britischen Geräten, insbesondere Radar, bis Ende April erfolgte. Am 26. Juni waren alle Arbeiten abgeschlossen und der jetzt in Scapa Flow befindliche Kreuzer soĺlte künftig bei der „15th Cruiser Squadron“ der Mediterranean Fleet zum Einsatz kommen. Er wurde daher als Sicherung dem nach Aden bestimmten Konvoi WS21P mit den Zerstörern Nepal und der niederländischen Tjerk Hiddes zugeteilt und erreichte am 29. August über Freetown und Kapstadt Aden, um dann nach Alexandria weiter zu laufen. Zum neuen Geschwader gehörten die Kreuzer Cleopatra, Dido, Euryalus und die kleinere Arethusa. Vom 16. bis 21. November und Anfang Dezember 1942 war der Kreuzer an der Sicherung der letzten Versorgungskonvois für Malta beteiligt. Ab Mitte des Monats wurde der Kreuzer in Malta stationiert. Der Kreuzer verblieb dort bis in den April 1943 und wurde dann den Kräften für die geplante Eroberung von Pantelleria zugeteilt.
Am 12. und 31. Mai sowie am 3. und am 8. Juni beschoss der von verschiedenen Zerstörern begleitete Kreuzer, wie an anderen Tagen auch die kleinere Penelope, die Insel vor der Landung der Alliierten am 10. Juni. Schon am 11. Juni kapitulieren die italienischen Verteidiger. Am 12. Juni beschoss Orion mit den Kreuzern Penelope und Newfoundland die italienische Insel Lampedusa. Nach Auffüllung der Vorräte und Munition verlegte Orion mit den Kreuzern Newfoundland, Uganda und Mauritius sowie sechs Zerstörern Anfang Juli aus Alexandria in den alliierten Aufmarschraum für die Operation Husky (Landung auf Sizilien).
Bei der Landung der Alliierten am 10. Juli auf Sizilien waren diese Kreuzer der Kern der „Support Force East“ für die britischen Landeabschnitte „N“, „B“ und „V“ des XXX. Korps neben den alten Flakkreuzern Carlisle, Colombo und Delhi und den Monitoren Erebus und Roberts. Zu diesem Verband gehörten Flotten- und Geleitzerstörer, Sloops, Fregatten, Korvetten u. a. der Royal Navy und anderer Alliierter. Die Orion gab mit den Kreuzern und Monitoren den britischen Einheiten im Brückenkopf Artillerieunterstützung. Ab dem 31. August begannen Beschießungen der Festlandküste zwischen Reggio Calabria und Pessarodie durch die Schlachtschiffe Nelson und Rodney, an denen auch die Orion und etliche Zerstörer beteiligt waren, zur Vorbereitung einer Landung in Kalabrien. Als am 3. September britische Truppen über die Straße von Messina setzten, gehörte der Kreuzer weiterhin zu den Einheiten, die den Landtruppen Artillerieunterstützung gaben.
Als am 9. September die 5. US-Armee (LtGen. Clark) in der Bucht von Salerno landete (Operation Avalanche) waren auch britische Einheiten beteiligt und die Royal Navy unterstützte die Landung. Die Orion war weiter Teil des Unterstützungs- und Geleitverbandes, der von der deutschen Luftwaffe massiv angegriffen wurde und auch Verluste hinnehmen musste. Am 18. wurde die Orion abgezogen und lief nach Großbritannien, wo sie ab dem 1. Oktober in der Marinewerft in Portsmouth überholt wurde.
Im November war der Kreuzer wieder einsatzbereit und kehrte zur „15th Cruiser Squadron“ im Mittelmeer zurück. Am 26. November 1943 beschoss die Orion zusammen mit den Zerstörern Paladin, Teazer und Troubridge deutsche Stellungen nördlich des Flusses Garigliano.  Es folgten Artillerieeinsätze gegen Gaeta.

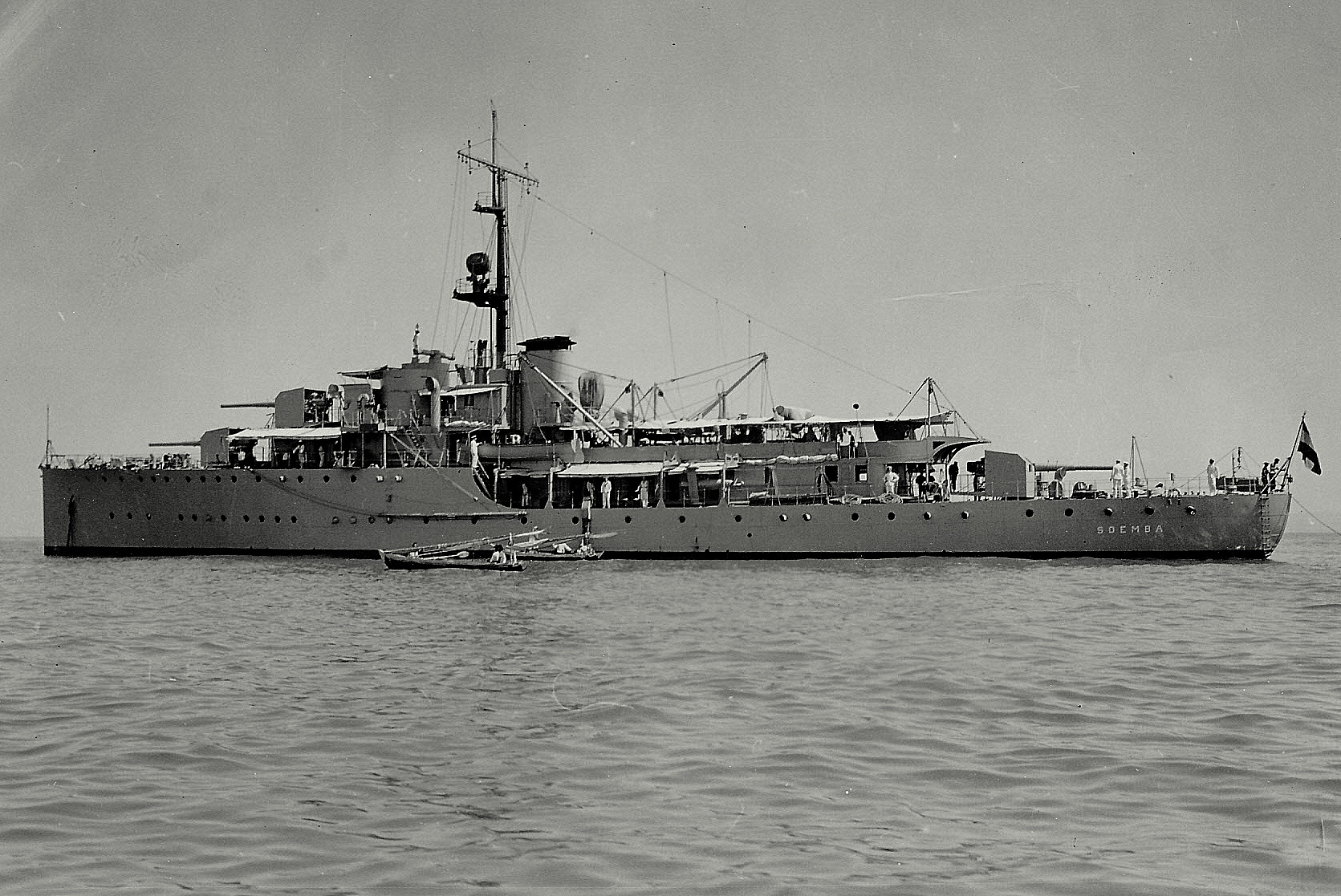
Das Kanonenboot Soemba 1934

Als am 22. Januar 1944 das VI. US-Korps unter Major General Lucas beiderseits von Anzio-Nettuno landete, gab es eine amerikanisch dominierte „Southern Attack Force“, die die 3. US Infanterie-Division unterstützte, und eine britische „Northern Attack Force“, mit der die britische 1. Infanterie-Division von der Royal Navy unterstützt wurde. Geführt wurde dieser Verband von der Orion, zudem anfangs noch die Spartan (mit dem sowjetischen Konteradmiral Frolov als Beobachter an Bord), acht Flotten- und vier Geleitzerstörer sowie 16 Minensucher gehörten. Die zur Artillerieunterstützung der gelandete Truppen und zur Luftabwehr eingesetzten Schiffe wurden regelmäßig abgelöst, um ihre Munitionsbestände aufzufüllen und notwendige Reparaturen durchzuführen. Dadurch veränderte sich die Zusammensetzung der alliierten Marineverbände, die vorrangig durch deutsche Luftangriffe (auch mit Gleitbomben) Schäden und Verluste erlitten, häufig. Am 2. Februar beschoss die Orion mit dem niederländischen Kanonenboot Soemba Formia. Nach weiteren Unterstützungeinsätzen für das Heer im März wurde der Kreuzer im April zur „10th Cruiser Squadron“ versetzt und traf am 29. März 1944 in Rosyth ein, um bei der geplanten Alliierten Landung in der Normandie teilzunehmen.

#### Einsatz bei den alliierten Landungen in Frankreich
Als die alliierten Truppen am 6. Juni 1944 in der Normandie landeten (Operation Overlord), gehörte die Orion in der „Eastern Naval Task Force“, unter Admiral Vian (an Bord der Scylla), zur Force K, die im Landungsabschnitt „Gold“ mit den Kreuzern Argonaut, Ajax und Emerald, dem niederländischen Kanonenboot Flores, sowie den acht Zerstörern der U-Klasse (25. Flottille), der Jervis und vier Geleitzerstörern der Hunt-Klasse, die am ersten Tag die Landung von 24.970 Mann sicherte und erste Artillerieunterstützung gab. Der Kreuzer musste den Einsatz nach einigen Tagen unterbrechen, um die ausgeschossenen Rohre seiner Hauptartillerie zu tauschen. Im Juli wurde die Orion vom Einsatz abgezogen, um erneut Artillerieunterstützung bei einer weiteren alliierten Landung, jetzt in Südfrankreich, zu leisten.
Am 22. Juli traf der Kreuzer in Neapel ein und wurde der Flaggschiff der „Task Force 84“ (Konteradmiral Mansfield) mit dem Schlachtschiff Ramillies, dem Schwesterschiff Ajax und den Kreuzern Aurora, Black Prince sowi dem neuen amerikanischen Schweren Kreuzer Quincy und dem Leichten französischen Kreuzer Gloire. Dazu kamen noch vier amerikanische und zwei britische Zerstörer. Am 15. August erfolgte dann die Alliierte Landung der 7. US-Armee, (Lieutenant General Patch) mit dem VI. US-Korps (Major General Truscott) und dem II. französischen Korps (General Jean de Lattre de Tassigny) an der franzosischen Mittelmeerküste zwischen Cannes und Toulon (Operation Dragoon).
Schnelle Erfolge der Landstreitkräfte und die Schwäche der Deutschen, insbesondere auf See, ermöglichte eine frühe Reduzierung der eingesetzten Marineeinheiten. Der Abzug der Orion erfolgte schon nach einer Woche am 22. August nach Neapel, wo der Kreuzer vom britischen König Georg VI. besichtigt wurde. Konteradmiral Mansfield sollte ab September mit einer neugebildeten Task Force die Rückgewinnung der griechischen Inseln und des griechischen Festlands unterstützen.

#### Unterstützung der Rückeroberung Griechenlands
Ab dem 24. September klärten Maschinen der sieben Geleitträger der „British Aegean Force“ den Stand des Rückzuges der deutschen Truppen von den griechischen Inseln und vom Festland auf und unterstützten die ersten Landungen. Die Orion und die anderen eingesetzten britischen Kreuzer (Ajax, Royalist, Black Prince, Argonaut, Aurora und Colombo) unterstützen dies. Dazu kamen noch die „24th Destroyer Squadron“ mit sechs Zerstörern der T-Klasse, dem griechischen Zerstörer Navarinon ex Echo und dem ehemals britischen, jetzt polnischen Zerstörer Garland sowie sechs britische und fünf griechische Geleitzerstörer und einige U-Boote zum Einsatz. Die Deutschen hielten noch Rhodos, Leros, Kos, Piskopi, Symi, Milos sowie die sogenannte „Kernfestung“ Kreta mit insgesamt 23.000 deutschen und 8.800 italienischen Soldaten besetzt. Es kam zu zahlreichen Gefechten mit kleinen deutschen Schiffen, Beschießungen der deutschen Stellungen, Flugplätze und Batterien; daneben aber auch zu Landungen und Minenräumarbeiten. Es gelang den Briten, fast alle Schiffseinheiten der Besatzer auszuschalten. Am 15. Oktober gelang die Besetzung Athens durch Konteradmiral Mansfield mit seinen Kreuzern sowie den Landungsschiffen Prince David, Prince Henry, Bruiser und Thruster („Operation Manna“); zwei britische Infanteriebrigaden landeten in Piräus. Die Orion unterstützte weiter die gelandeten alliierten Truppen und landete am 7. Dezember Royal Marines in Athen, die in den beginnenden Bürgerkrieg eingriffen. Am 14. Dezember 1944 verlegte die Orion dann nach Malta zu einer notwendigen Überholung.

#### Letzte Kriegseinsätze
Der Kreuzer Orion wurde im Januar 1945 in Malta weiter instand gesetzt und wurde am 5. Februar von Premierminister Churchill und Präsident Roosevelt für die Konferenz von Malta, ein Vortreffen vor der Konferenz von Jalta mit Stalin, genutzt. Der Kreuzer nahm dann seinen Dienst bei der Mittelmeerflotte wieder auf und wurde von Neapel als Einsatzhafen vor der italienischen West- und südfranzösischen Küste eingesetzt. Am 12. April beschoss der Kreuzer Sanremo. Die Orion verlegte dann in die Adria und traf am 11. Mai 1945 zur Überwachung der Kapitulation in Triest ein.

## Nach dem Krieg
Die Orion verblieb auch nach Kriegsende bei der „15th Cruiser Squadron“ im Mittelmeer und ihre Radaranlage wurde im Sommer in Malta weiter verbessert. Am 15. Mai 1946 war der Kreuzer in den ersten Zwischenfall im Korfu-Kanal verwickelt, als albanische Artillerie sie und den Kreuzer Superb beim Passieren des nach britischer Sicht internationalen Schifffahrtswegs beschoss,´aber nicht traf. Die Orion  wurde dann im Juni 1946 in der Mediterranean Fleet von der neueren Mauritius abgelöst. Sie kehrte dann ins Vereinigte Königreich zurück und wurde nach ihrem Eintreffen am 5. Juli Devonport außer Dienst gestellt und der Reserve zugeordnet.
Der Kreuzer wurde nicht wieder in Dienst genommen. Ab Juni 1948 wurde er für Versuche mit Unterwasser-Kampfmitteln hergerichtet, die ab November im Loch Striven erfolgten. Nach deren Durchführung wurde der Kreuzer am 19. Juli 1949 zum Abbruch verkauft, der dann ab August 1949 Troon erfolgte.